# Alexis Moras
Alexis Moras řecky Αλέξης Μόρας (* 14. prosince 1994 Brno) je zpěvák, baskytarista a hudební manažer řeckého původu. Působí ve skupině Moras.

## Životopis
Narodil se potomkům řeckých uprchlíků z přelomu 40. a 50. let 20. století. Má dva bratry, staršího Jannise a mladšího Markose. Ve svých sedmi letech začal docházet na lekce klasické kytary na základní uměleckou školu. Po osmi letech vyměnil kytaru za baskytaru na kterou opět docházel do umělecké školy. Po dvou letech studium předčasně ukončil. Společně se svými dvěma bratry a otcem začal hrát ve skupině I Parea, která hrála v letech 2010-2017. V současnosti je hudebním manažerem skupiny Moras, kde také zpívá a hraje na baskytaru.

## Diskografie
- Alkohol hudby (řecky Αλκοόλ της μουσικής) – 2017